# Le Costume blanc
Albums de Joe Dassin
Joe Dassin (Si tu t'appelles Mélancolie)
(1974) Le Jardin du Luxembourg
(1976)
Singles
1. Ça va pas changer le monde / Il faut naître à Monaco
Sortie : janvier 1976
2. Salut / Et si tu n'existais pas
Sortie : mars 1976

Joe Dassin est le 9e album studio français du chanteur Joe Dassin, sorti en 1975 sous le label CBS Disques. Il est communément appelé Le Costume blanc ou Ça va pas changer le monde.

## Genèse et historique
Fin 1975, l'album Joe Dassin (Le Costume blanc) est sorti, produit par Jacques Plait. Plusieurs chansons sont écrites par Pierre Delanoë et Claude Lemesle.
En janvier 1976, le 1er 45 tours extrait de l'album est sorti, Ça va pas changer le monde, qui monte jusqu'à la 2e place de l'Ultratop wallon, 5e place du hit-parade français du CIDD et la 8e place en Israël et s'écoule à plus de 300 000 exemplaires en France, la face B Il faut naître à Monaco est une chanson dans un registre comique. Un 2e extrait de l'album sort en mars 1976 avec Salut, Et si tu n'existais pas paraissant en face B. Une deuxième version de ce single existe également, les deux faces étant alors inversées.
L'album est sorti pour la première fois en disque compact en 1995, vingt ans après sa première sortie. L'album a été réédité par Columbia Records.
Le 6 juillet 2018, l'album est réédite en vinyle par Sony Music.

## Accueil commercial
Joe Dassin (Le Costume blanc) est l'album le plus vendu de Joe Dassin et l'un des meilleurs albums vendus de son label CBS Disques. Quelques mois après sa sortie, 150 000 exemplaires de l'album sont vendus. 

## Liste des chansons
| 1. | Et si tu n'existais pas                    | Vito Pallavicini, Toto Cutugno, Pasquale Losito | Pierre Delanoë, Claude Lemesle | 3:25 |
| 2. | Il faut naître à Monaco                    | Pierre Delanoë, Claude Lemesle, Joe Dassin      |                                | 2:02 |
| 3. | Chanson triste                             | Delanoë, Lemesle, Bernard Estardy               |                                | 3:14 |
| 4. | Le Costume blanc                           | Delanoë, Lemesle, Dassin                        |                                | 3:06 |
| 5. | L'Albatros                                 | Pallavicini, Cutugno, Tonet                     | Delanoë, Lemesle               | 3:05 |
| 6. | Alors qu'est-ce que c'est ? (Harmour Love) | Stevie Wonder                                   | Delanoë, Lemesle               | 2:41 |

| 7.  | Ça va pas changer le monde    | Pallavicini, Dassin, Pino Massara (it) | Delanoë, Lemesle | 3:00 |
| 8.  | Salut                         | Pallavicini, Cutugno, Losito           | Delanoë, Lemesle | 3:20 |
| 9.  | Carolina (Sad Sweet Dreamer)  | Des Parton                             | Delanoë, Lemesle | 3:14 |
| 10. | C'est la nuit (Dance With Me) | Johanna Hall, John Hall                | Delanoë, Lemesle | 2:50 |
| 11. | Ma musique (Sailing)          | Gavin Sutherland                       | Delanoë, Lemesle | 2:50 |
| 12. | Piano mécanique               | Delanoë, Lemesle, Claude Bolling       |                  | 2:36 |

## Crédits
- Joe Dassin : voix, composition
- Claude Lemesle : paroles
- Pierre Delanoë : paroles
- Jacques Plait : réalisateur artistique
- Johnny Arthey : direction orchestre
- Bernard Estardy : ingénieur du son
- Bernard Leloup : photographie

## Certification
| Pays                           | Certification | Ventes certifiées |
| ------------------------------ | ------------- | ----------------- |
| France (SNEPA)                 | Or            | 100 000*          |
| *Ventes selon la certification |               |                   |

## Historique de sortie
| Pays/Région   | Date           | Format          | Label(s)   | Réf.   |
| ------------- | -------------- | --------------- | ---------- | ------ |
| France Divers | 1975           | - LP - cassette | CBS        | ,      |
| Canada        | 1976           | LP              | RCA        | [ 13 ] |
| Brésil        | 1977           | LP              | Epic       | [ 13 ] |
| Europe        | 1995           | CD              | Columbia   | [ 14 ] |
| Europe        | 6 juillet 2018 | LP              | Sony Music | [ 15 ] |